# 伊日·佩谢克
伊日·佩谢克（捷克語：Jiří Pešek，1927年6月4日—2011年5月20日），捷克男子足球运动员，司职前锋。他曾代表捷克斯洛伐克国家队参加1954年国际足联世界杯，结果队伍止步小组赛阶段。